# Arbeitslager Riese

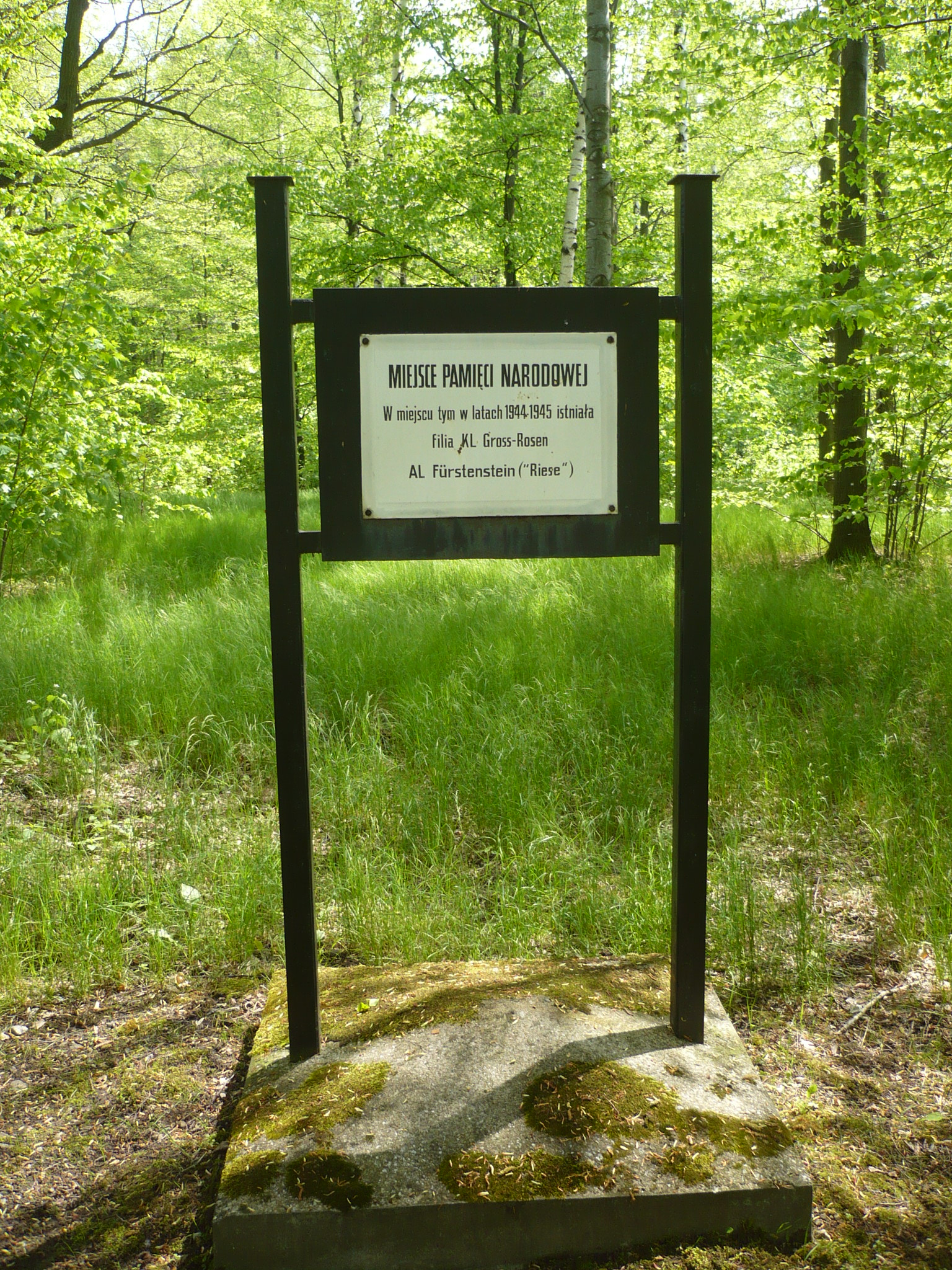
Tablica w miejscu AL Fürstenstein

Arbeitslager Riese – niemiecki obóz pracy przymusowej funkcjonujący od 9 IV 1944 r. do początku maja 1945 r. w rejonie Gór Sowich, jako rezerwuar siły roboczej przy budowie obiektów kompleksu Riese i infrastruktury towarzyszącej (drogi dojazdowe, tory, linie energetyczne, ujęcia wody, itp.). Pracowali też w lokalnych zakładach produkujących na rzecz budowy obiektów Riese (np. w cementowni, kamieniołomie) oraz przy budowie i rozbudowie samych obozów pracy. Był filią obozu koncentracyjnego Groß-Rosen, skąd pochodzili więźniowie (choć przynajmniej jeden transport więźniów był z obozu koncentracyjnego Auschwitz), strażnicy (ponad 800) i kierownictwo, natomiast pracę więźniów wyznaczała i organizowała Organizacja Todt.
Arbeitslager Riese składał się z 13 obozów położonych przy różnych wznoszonych obiektach Riese, zatrudniał żydowskich więźniów pochodzących głównie z Polski, Węgier i Grecji. Ich liczba przekroczyła 13 tys., z których zginęło ok. 5 000. Praca i warunki pobytowe były generalnie bardzo ciężkie, początkowo w wielu obozach mieszkano w małych barakach z masy papierowej lub prowizorycznych szopach, dopiero później stopniowo zastąpiono je drewnianymi barakami. Komendantem całego obozu był Albert Lütkemeyer.
W skład AL Riese wchodziły obozy położone przy następujących obiektach geograficznych: 
- Głuszyca (AL Wüstegiersdorf) – funkcjonował na terenie zakładu włókienniczego od końca IV 1944 do 24 II 1945, gdy wszystkich zdrowych więźniów przeniesiono do obozu koncentracyjnego Flossenbürg.
- Głuszyca Górna (AL Schotterwerk) – funkcjonował koło miejscowej stacji kolejowej od przełomu IV/V 1944 do 8 V 1945, przeznaczony był dla ok. 1000 więźniów, mieszkających w ok. 9 barakach.
- Jedlinka (AL Tannhausen) – powstał u schyłku kwietnia 1944 r. dla ok. 1200 więźniów, istniał do lutego 1945, gdy zdatnych do marszu ludzi przeniesiono do innego obozu. W pobliżu AL Tannhausen, ale poza jego obrębem założono w listopadzie 1944 szpital dla wszystkich lżej chorych więźniów AL Riese. Taką samą rolę pełnił także po wyzwoleniu.
- potoku Kłobia koło góry Osówka (AL Säuferwasser) – funkcjonował już w sierpniu 1944, zlikwidowany w połowie lutego 1945, gdy więźniów przeniesiono do obozu koncentracyjnego Flossenbürg. Składał się z 6 baraków, z tego dwa były przeznaczone dla więźniów.
- Kolcach (AL Dörnhau) – funkcjonował od 9 VI 1944 do 8 V 1945, od jesieni 1944 był tu szpital dla więźniów w ciężkim stanie z wszystkich obozów AL Riese, cechujący się wielką rotacją (w sumie w okresie jego istnienia przebywało tam ponad 4 tys. chorych) oraz śmiertelnością. Dane z dwóch miesięcy jego funkcjonowania mówią o prawie tysiącu zmarłych. Po zajęciu miejscowości przez Armię Czerwoną zachowano szpital na potrzeby leczenia części oswobodzonych więźniów AL Riese.
- przy zamku Książ (AL Fürstenstein) – istniał od maja 1944 do 16 lutego 1945, gdy więźniów przeniesiono do obozu koncentracyjnego Flossenbürg. Więźniowie mieszkali w 4 barakach. Choć zdecydowana większość więźniów pracowała fizycznie, przede wszystkim przy drążeniu i betonowaniu podziemi pod zamkiem, to istniała też wśród nich grupa specjalistów projektująca obiekty Riese i infrastrukturę towarzyszącą.
- Marcowy Potok Duży koło góry Soboń (AL Märzbachtal) – założony na przełomie IV/V 1944 obejmował ponad 40 niedużych baraków więźniarskich i kilka dla strażników lub gospodarczych. Po pół roku zastąpiono je ok. 7-8 dużymi barakami dla więźniów, dobudowano też kilka baraków gospodarczych i sanitarnych. Wśród więźniów liczni byli chłopcy poniżej 18 lat, najmłodsi mieli 12 lat. W połowie lutego 1945  obóz likwidowano, a więźniów przeniesiono do obozu koncentracyjnego Flossenbürg.
- Olszyńcu (AL Erlenbusch) – funkcjonował od V 1944 do pierwszych dni maja 1945. Miał 5 baraków mieszkalnych dla ok. 1500 więźniów.
- na stoku góry Soboń (AL Lärche) – w grudniu 1944 r. zamieszkali w nim strażnicy i komendantura wraz z częścią więźniów likwidowanego obozu w Zimnej (AL Kaltwasser). Na terenie obozu był tuzin baraków. Istniał do 8 II 1945, gdy więźniów przeniesiono do obozu koncentracyjnego Flossenbürg.
- Sokolec (AL Falkenberg) – istniał od schyłku kwietnia 1944, do zimy 1945, likwidacja nastąpiła po 26 I 1945 poprzez przeniesienie więźniów do obozu na Włodarzu (AL Wolfsberg). W obozie przebywało poniżej 1,5 tys. więźniów.
- Walim (AL Wüstewaltersdorf) – założony w IV 1944 r., data likwidacji i liczba więźniów nieznana
- na stoku Włodarza (AL Wolfsberg) – największy obóz AL Riese, jesienią 1944 liczył trochę ponad 3 tys. więźniów, a w grudniu przeniesiono tu jeszcze grupę więźniów likwidowanego obozu w Zimnej (AL Kaltwasser). Funkcjonował przypuszczalnie od maja 1944. Większość więźniów wyprowadzono z obozu 16 II 1945 przenosząc ich głównie do obozu koncentracyjnego Mauthausen, a mniejszą liczbę do obozu koncentracyjnego Bergen-Belsen. Z kilkuset więźniów pozostawionych w AL Wolfsberg niecałą połowę przeniesiono ok. 20 II do innych obozów AL Riese.
- Zimna (dziś część Głuszycy) (AL Kaltwasser) – istniał od sierpnia 1944 do drugiej dekady grudnia 1944, gdy wszystkich więźniów przeniesiono do innych obozów AL Riese. Były w nim cztery baraki mieszkalne i jeden sanitarny.